# Becquerel
Becquerel (pronunțat [becrél], simbol: Bq) este o unitate de măsură în SI a radioactivității. Această unitate a fost denumită după fizicianul francez Antoine Henri Becquerel, care în anul 1903 a primit împreună cu Marie Curie premiul Nobel pentru descoperirea fenomenului de radioactivitate. Unitatea becquerel stabilește numărul de nuclee care se dezintegrează pe secundă:
1 Bq = 1 dezintegrare · s−1
Unitatea becquerel substituie unitatea anterioară de radioactivitate curie în sistemul SI. Între cele unități există raportul:
1 Ci = 3,7 · 1010 Bq

## Deosebire față de hertz
Unitatea hertz este și ea definită în sistemul SI ca 1 s−1. Totuși, în timp ce hertzul se folosește de regulă pentru evenimente sau oscilații cu perioadă constantă, unitatea becquerel reprezintă valoarea medie a unei mărimi stocastice.
Vezi și
- Gray
- Sievert